# Union du duché de Bretagne à la couronne de France
 (avril 2008).
Si vous disposez d'ouvrages ou d'articles de référence ou si vous connaissez des sites web de qualité traitant du thème abordé ici, merci de compléter l'article en donnant les références utiles à sa vérifiabilité et en les liant à la section « Notes et références ».
 (mai 2015).
- Si vous ne connaissez pas le sujet, laissez ce bandeau (vous pouvez alors contacter les auteurs).
- Si vous supprimez le contenu mis en cause (vous pouvez préalablement contacter les auteurs),

argumentez précisément cette suppression dans la page de discussion
(un manque de référence n'est pas un argument ; une recherche réelle de référence doit avoir été effectuée, être formellement documentée).

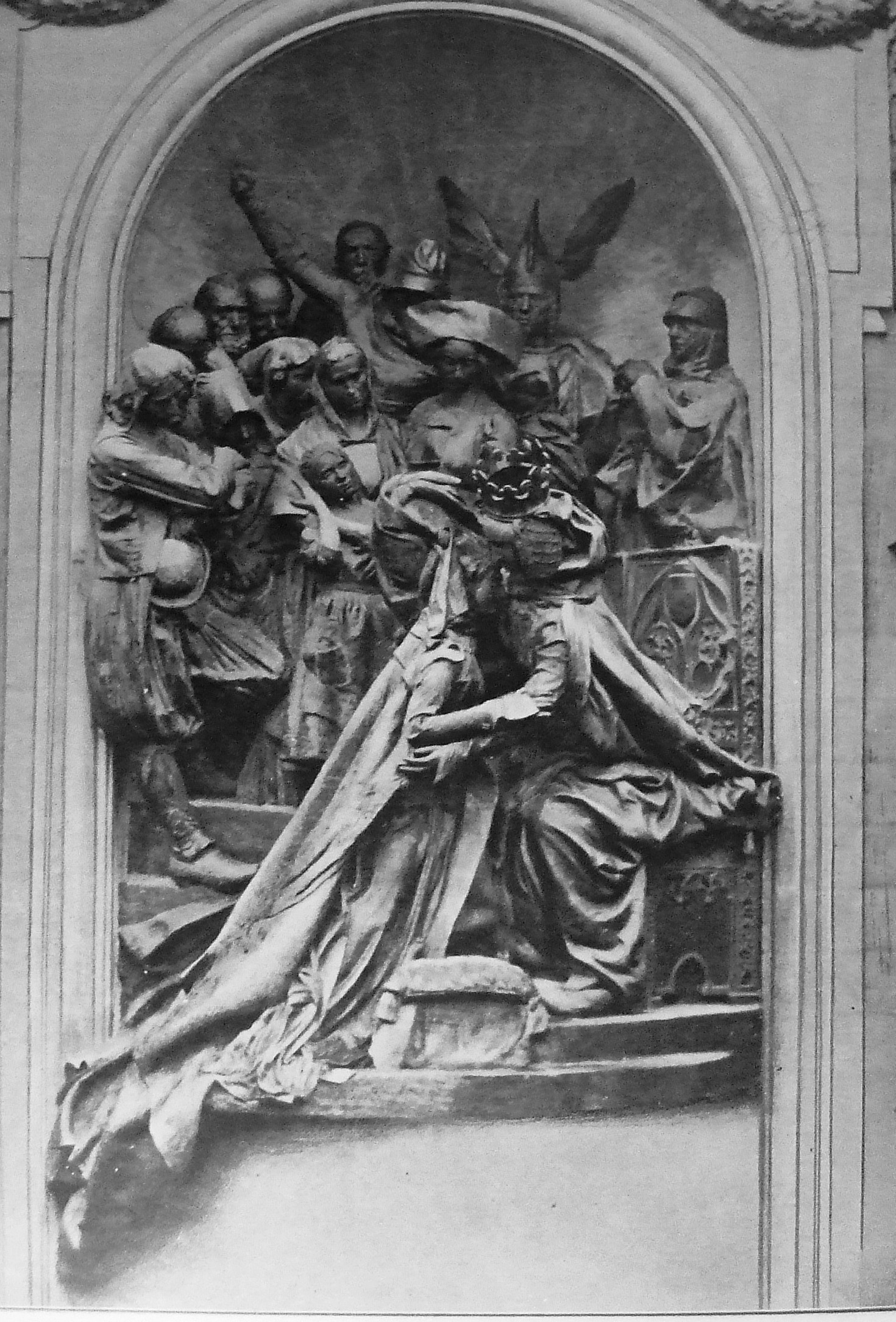
Jean Boucher, L'Union de la Bretagne et de la France (1911). Monument représentant la duchesse Anne et le roi Charles VIII. Situé dans la niche centrale de la façade de l'hôtel de ville de Rennes depuis 1911, il fut détruit par des séparatistes bretons lors de l'attentat du 7 août 1932 à Rennes.

L’union de la Bretagne et de la France est un processus politique entamé à la fin des années 1480, à la suite de la guerre folle. Il culmine le 13 août 1532 avec l'édit d'Union, qui scelle l'annexion du duché de Bretagne par le royaume de France. Ce processus se poursuit jusqu'à la Révolution française qui met un terme à l'autonomie de la province de Bretagne par la suppression de son Parlement (interdit de siéger).
Ce processus s'inscrit dans la formation territoriale de la France métropolitaine, dans une politique d'hégémonie territoriale et dans les transformations politiques de la fin du Moyen Âge avec la naissance de l'État moderne.

## Contexte

### Situation géopolitique
Au XVe siècle, le duché de Bretagne est un État autonome. Les ducs, comme les autres grands du royaume, gèrent des fonctions régaliennes (monnaie, taxes, guerre et paix, justice, religion), et ne sont de fait pas dépendants du pouvoir royal  ni d'aucun autre État sauf des états pontificaux pour la nomination des offices religieux. Ils continuent néanmoins de reconnaître une dépendance au royaume de France, à travers l'hommage rendu au roi, et, en matière judiciaire, puisque les appels au Parlement de Paris demeurent jusqu'en 1485, et ne sont supprimés que pour une courte période, de 1485 à 1487. Pour assurer cette presque indépendance, le Duché recherche des alliances et établit des relations diplomatiques (Saint-Siège, Angleterre, Saint-Empire romain germanique…) majeures. Invoquant l'hommage dû au roi de France, la politique des Capétiens-Valois sera de lutter sans relâche contre les signes de souveraineté qu'ils mettent en place sous la famille ducale (capétienne) des Montfort.
Les États voisins de la Bretagne ont souvent tenté de la contrôler pour obtenir des jalons dans le cadre d'un autre conflit. Ce fut le cas au XIIe siècle d'Henri II Plantagenêt qui a conquis une Bretagne entourée de toutes parts par ses possessions et marié Constance de Bretagne à son fils, puis de Philippe Auguste qui a marié la même Constance, puis au XIIIe siècle sa fille Alix, à des proches ; au XIVe siècle des Anglais et des Français lors de la guerre de Succession de Bretagne qui pour eux était un épisode de la guerre de Cent Ans, puis Charles V de France qui tente de profiter de l'exil de Jean IV de Bretagne mais n'obtient que le retour triomphal d'un duc anglophile ; même après l'Union, à la fin du XVIe siècle des Espagnols au cours de la guerre de la Ligue durant laquelle ils tentèrent d'obtenir en même temps une étape sur la route maritime de leurs Pays-Bas, une base catholique face au roi protestant Henri IV et un duché pour l'infante Isabelle.
L'élargissement du domaine royal a fait du roi de France un voisin immédiat de la Bretagne à partir de 1203 et plus encore en 1328 et 1482. Dès lors, la mise sous tutelle ou le contrôle direct de la péninsule devenait un trait dominant de la politique du royaume vis-à-vis du duché vassal. Cela devient une constante à partir de 1341, dès le début de la guerre de Succession de Bretagne. Le pouvoir royal, centralisateur, arrivera à ses fins à l'issue de la guerre folle dans lequel il combat les grands du royaume, peu enclins à céder une partie de leur pouvoir personnel. La victoire d'un prince ennemi du roi n’est jamais acceptée de bon gré et les guerres se succèdent jusqu'au succès définitif du royaume.
Dans le prolongement de cette politique séculaire, les rois de France trouvent dans les circonstances de la fin du XVe et du début du XVIe siècle le moyen d'annexer le duché :
- l’Angleterre, alliée occasionnelle des Montfort, ne peut plus agir en force sur le continent depuis qu'elle en a été chassée en 1450-1452 et depuis qu'elle s'est engluée dans la guerre des Deux-Roses. À l'issue de cette guerre, la nouvelle dynastie Tudor n'a pas encore les moyens intérieurs de se risquer à une opération d'envergure outre-mer, étant occupée à stabiliser la place de leur dynastie sur le trône et à asseoir leur légitimité sur le Royaume d'Angleterre ;
- Les Monfort perdent un autre allié important avec la mort du duc de Bourgogne Charles le Téméraire en 1477, qui a une fille pour héritière ;
- la fin de la Maison de Valois-Anjou en 1481 donne au roi le contrôle de la frontière britto-angevine ;
- la noblesse bretonne a de nombreux intérêts dans le royaume et touche, comme les autres nobles du royaume, des pensions associées à leurs titres ;
- François II irrite la noblesse de Bretagne, car, prince du Val de Loire, il a conservé de son enfance à la cour de France de solides attaches avec les princes de Valois (d'où les coalitions malheureuses lors des révoltes féodales contre le roi). En outre, les nobles jalousent l'influence des Valois et celle du simple bourgeois qu'est le trésorier Pierre Landais. Ce manque d'autorité sur sa haute aristocratie et sur son gouvernement en général[réf. nécessaire] prive François II, puis Anne de soutiens. La noblesse préférant jouer le pouvoir royal contre le duc pour asseoir sa propre autonomie, comme lors de la révolte des grands féodaux lors de la guerre folle ;
- François II n'a pas de descendance masculine légitime. Ses filles (Anne et Isabeau) sont reconnues héritières par les États de Bretagne, mais d'autres héritiers potentiels prétendent à la succession : le vicomte de Rohan, le prince d'Orange, Alain d'Albret et le roi de France (qui avait acheté les droits de la famille de Penthièvre) ;
- enfin, la bourgeoisie bretonne, principalement de Nantes et Saint-Malo, se détourne de François II excédée par une fiscalité écrasante[réf. nécessaire].

Louis XI (qui éprouve pour le duc de Bretagne une « grant hayne » à la suite de ses participations à tous les grands complots), puis ses enfants, la régente Anne de Beaujeu et Charles VIII, veulent :
- casser la menace de l'encerclement du royaume entre l'État bourguignon (puis le cercle de Bourgogne, comprenant les Pays-Bas bourguignons et le comté de Bourgogne, passés à l'archiduc d'Autriche) au nord et à l'est, et le duché de Bretagne jugé peu sûr à l'ouest ;
- affermir le pouvoir royal face à un François II qui, comme d'autres princes de son temps, a profité de l'affaiblissement de la monarchie[réf. nécessaire] pour s'attribuer des signes de la souveraineté : sceau en majesté, couronne à haut fleurons, usage ducal du principe de lèse-majesté, érection d'un parlement (de justice) souverain, création d'une université en Bretagne (à Nantes), diplomatie indépendante et directe avec les puissances du temps, éviction des agents du fisc royal, querelle de la régale, etc. ;
- punir les nobles ayant participé aux coalitions hostiles au roi : des seigneurs ayant participé à la ligue du Bien public (1465), la conquête de la Normandie pour Monsieur Charles (1467-1468), la guerre de 1471-1473, la guerre folle (1484-1485) et sa phase finale dite guerre franco-bretonne (1487-1488), François reste le dernier rebelle.

### Situation juridico-politique
Depuis la féodalité primitive où l'autorité est uniquement détenue par le pater familias, où l'ensemble des relations de pouvoir est constituée de contrats interpersonnels, et où seule la fiction juridique d'une survie de l'administration militaire romaine donne à l'empereur, et aux rois et autres princes un prestige essentiellement formel, le concept de société, inconnu de l'antiquité, est apparu, les relations sociales nouvelles se sont cristallisées en une pyramide mouvante dans laquelle la position fournit la puissance et la puissance donne le pouvoir.
À la fin du Moyen Âge de nouvelles relations s'établissent à l'intérieur, ou plutôt à l'extérieur, de cette pyramide, en court-circuitant les contrats féodaux : des pairs s'unissent non plus par l'intermédiaire et à la demande de leur suzerain commun mais contre ses demandes, la base et le sommet cherchent pour des raisons opposées à se passer des étages intermédiaires.
À chaque étage de la pyramide les seigneurs tentent de transformer les relations féodales (donc contractuelles) en relations d'autorité (donc unilatérales) sur leurs vassaux, en s'appuyant sur leurs arrières vassaux, et d'empêcher leur suzerain d'en faire autant, en soutenant le suzerain de celui-ci. Ainsi, le roi de France tente de soumettre ses grands vassaux, et achète le soutien des leurs par des terres ou des rentes. De même, le duc de Bretagne s'oppose souvent frontalement au roi de France, soutient l'empereur, tente de soumettre ses vassaux directs, et s'appuie sur la petite noblesse dans ses démêlés avec ses vassaux ou avec le roi.

### Guerre folle et traité du Verger (1485-1488)
La guerre folle est la dernière des révoltes des grands seigneurs du royaume de France contre l'autorité royale de Louis XI et de sa fille, la régente Anne de Beaujeu. En août 1485, la Bretagne signe une trêve, mais en janvier 1487 le duc d'Orléans se réfugie en Bretagne et en mai les troupes françaises entrent en Bretagne.
Après la défaite des troupes bretonnes lors de la bataille de Saint-Aubin-du-Cormier, le 28 juillet 1488, le traité de Sablé dit « traité du Verger » est signé entre Charles VIII de France et François II de Bretagne le 19 août 1488. La négociation porte essentiellement sur les droits à la succession au duché. Le roi expose les siens (achetés par son père à Nicole de Châtillon qui les tenait d'une clause du second traité de Guérande), leur hôte le maréchal de Rohan rappelle ceux de sa famille.
Les principales clauses du traité de paix sont alors les suivantes :
- le duc de Bretagne fera sortir de ses états tous les étrangers en guerre avec le roi ;
- il ne mariera pas ses filles sans l’agrément du roi ;
- le roi demeure en possession de Saint-Malo, Fougères, Dinan et Saint-Aubin-du-Cormier, mais il retire toutes ses troupes de Bretagne en dehors de ces quatre places ;
- le roi n’exige rien pour ses frais de guerre sauf la prise en charge de ceux des garnisons de ces places ;
- le roi devra rendre toutes les autres places bretonnes qui auront été prises par ses troupes par la suite ;
- le duc fera hommage au roi aussi rapidement que possible ;
- les ecclésiastiques, les nobles et autres seront remis en possession de leurs biens en France et en Bretagne ;
- le duc de Bretagne donnera des otages pour la sûreté de ce traité.

François II meurt trois semaines plus tard. À peine quinze jours après son décès, Charles VIII somme sa fille Anne de Bretagne d'accepter la tutelle royale et de renoncer au titre de duchesse jusqu'à ce qu'il ait éclairci les droits des Penthièvre (achetés par Louis XI). Le conseil du duc répond que la Bretagne s'en tient au traité du Verger[réf. nécessaire].

### Guerre franco-bretonne (1489-1491)
En janvier 1489, Anne est couronnée duchesse à l'âge de 13 ans. Plusieurs prétendants tentent de prendre le pouvoir ou d'obtenir la main de la duchesse.
Pour couper court à la confusion et à l'état de guerre, les États de Bretagne consentent au mariage d'Anne avec le roi de Germanie Maximilien d'Autriche. L’ambassadeur milanais Herasmo Brasca précise que la Chancellerie bretonne pose une condition au mariage : les dispositions du traité seront caduques si Maximilien n’envoie pas de renforts militaires (en Bretagne) avant Pâques 1491.
En juillet 1489, la Chancellerie bretonne obtient que l'évacuation des troupes royales de Bretagne soit incorporée au traité de Francfort (en), signé le 3 décembre 1489 entre Maximilien et Charles VIII, à condition que la Duchesse expulse toutes les troupes anglaises présentes en Bretagne.
Le mariage a lieu par procuration le 19 décembre 1490.
Charles VIII n'évacue pas ses troupes. Deux mois après le mariage par procuration d'Anne et de Maximilien, tirant les conséquences de ces états de fait, et du mariage[réf. nécessaire], qui constitue une rupture du traité du Verger, il relance la guerre de Bretagne.
Engagé dans une autre guerre, le Saint-Empire romain germanique est dans l'impossibilité de soutenir le duché face à la France. Maximilien ne peut tenir son engagement, la duchesse n'a pas voulu tenir son engagement. Non seulement les troupes anglaises ne sont pas expulsées, mais la Chancellerie, au nom d'Anne, appelle des renforts anglais, qui arrivent au début de 1491.
Charles VIII prend Nantes le 4 avril 1491. La Bretagne est dès lors considérée par les Français comme conquise.
En juillet, le siège est mis devant Rennes où est réfugiée la duchesse. Dès lors, les États de Bretagne, convoqués à Vannes par Charles VIII, conseillent le 27 octobre 1491 à Anne d’épouser le roi de France. Rennes tombe le 15 novembre 1491. Les fiançailles d'Anne et de Charles sont conclues le 17 novembre 1491.

## Unions matrimoniales

### Anne de Bretagne et Charles VIII
Les fiançailles ont lieu à Rennes et le mariage à Langeais en décembre 1491 avant même l’annulation de son premier mariage.
Dans leur contrat de mariage Charles VIII impose ses conditions à la duchesse :
- il obtient l'administration du duché ;
- s’il meurt sans enfant mâle Anne ne pourra épouser que son successeur ;
- chacun des époux fait une donation au dernier vivant de ses droits sur la Bretagne.

Charles VIII supprime la chancellerie bretonne le 9 décembre 1493, et place des Français aux postes clé (en particulier à l’occasion de la succession des évêques, qui siègent aux États). Anne n’a pas la possibilité de se rendre en Bretagne en raison d’une part de ses grossesses (7 grossesses de 15 à 21 ans), d’autre part de la volonté du roi et d’Anne de Beaujeu. Son époux lui interdit de porter le titre de duchesse de Bretagne.
Peu après le mariage, Jean II de Rohan tente avec l’appui d’une armée anglaise de se faire nommer duc de Bretagne par les États. Il échoue mais le roi doit confirmer plusieurs droits de la Bretagne :
- que les impôts soient octroyés par les États,
- que l’octroi soit employé à la défense du pays,
- que les Bretons soient jugés en Bretagne.

Dès la mort de Charles VIII en avril 1498, la reine douairière reprend la tête de l’administration du duché. Elle retourne en Bretagne en octobre 1498. Elle restaure la chancellerie de Bretagne qu’elle confie à Philippe de Montauban, nomme Jean de Chalon lieutenant général de Bretagne, convoque les États de Bretagne, émet un monnayage à son nom. Elle effectue également une visite approfondie du duché au cours de laquelle elle effectue des entrées triomphales dans les cités du duché et est accueillie somptueusement par ses vassaux.

### Anne de Bretagne et Louis XII
Trois jours après la mort de Charles VIII, le principe du mariage avec Louis XII, l'ancien allié de son père contre Louis XI et Charles VIII, est acquis, à la condition que Louis obtienne l'annulation de son mariage avant un an. Louis accepte également de retirer les troupes d'occupation.
Le mariage a lieu en janvier 1499. La situation est totalement différente : la Bretagne est en paix, Anne détient les droits des rois de France sur la Bretagne, et ses vassaux la soutiennent. À l'inverse, Louis XII devrait compter avec les autres héritiers de la Bretagne si Anne venait à mourir. Anne lui fait sentir que c'est elle qui a l'initiative en négligeant de répondre aux multiples suppliques qu'il lui adresse par le cardinal d'Amboise pendant son séjour en Bretagne.
Les conditions du contrat de mariage sont donc cette fois dictées par Anne et les États de Bretagne (1re lettre traité daté du 7 janvier 1499 signée Louis XII) :
- le mariage sera au château de Nantes ;
- l'héritier de la Bretagne ne pourra être l'héritier de la France, et pour cela un certain nombre de cas de succession sont prévus, engageant les héritiers eux-mêmes ;
- l'héritier de la Bretagne respectera la coutume de Bretagne ;
- Anne jouira intégralement du douaire obtenu de Charles VIII ;
- Louis XII lui constituera un autre douaire ;
- le roi pourra jouir de la Bretagne après la mort de la duchesse, mais « sans pouvoir la transmettre en héritage ».

Un second accord — dit des Généralités du Duché — signé par Louis XII le 19 janvier 1499 (2e lettre traité) est vu et lu par Guillaume Gedouin, procureur général du Parlement de Bretagne. Cet accord prévoit 13 clauses « parole de Roi, tenir et accomplir sans venir au contraire afin que ce soit chose ferme et stable pour toujours » :
1. Rétablissement en Bretagne des Chancellerie, Conseil, Parlement, Chambre des Comptes, Trésorerie, Justice, droits et libertés ;
2. Offices et officiers, aucun changement ;
3. Offices et officiers, nominations par le duc ;
4. Impôts suivant la coutume bretonne et Bretons jugés uniquement en Bretagne au Parlement breton en dernier ressort ;
5. Guerres consentement du duc et des États ;
6. Droits gardés, émission de la monnaie et séparation des deux Couronnes chacun d'une part et d'autre ;
7. Inviolabilité de la Constitution, droits et coutumes uniquement par le Parlement et États de Bretagne ;
8. Bénéfices réservés uniquement en Bretagne ;
9. Prévost et capitaines en leur juridiction suivant la coutume ;
10. Nomination aux évêchés par le duc et Nantes, ville principale de Bretagne ;
11. Compétence fiscale exclusive, crimes et bénéfices aucun ressort hors du parlement Breton ;
12. Aucune exécution de mandements ni exploits en Bretagne ;
13. Limite des frontières, en cas de conflit : tribunal paritaire entre Français et Bretons.

Quant aux enfantements d'Anne de Bretagne, de ses sept grossesses suivantes, seules survivent Claude de France née 9 mois après le mariage et Renée de France née trois ans avant sa mort. D'emblée, Claude fut la plus riche héritière d'Europe, comme Marie de Bourgogne, et Anne de Bretagne le furent en leur temps.
Anne s'implique dans le gouvernement de la France et défend férocement l'indépendance du duché. Dans le traité de Trente d'octobre 1501 avec Maximilien, puis le traité de Blois de 1504 qui renforce l'alliance franco-espagnole dans les guerres d'Italie elle impose à Louis le mariage de Claude avec le futur Charles Quint.
Invoquant l'inaliénabilité du domaine royal les États généraux de Tours de 1506 révoquent le traité de Blois et supplient le roi de donner sa fille à « Monsieur François, ici présent, qui est tout françois ». Louis fiance alors Claude avec son neveu et héritier présomptif François d'Angoulême ,futur François Ier (roi de France). Anne obtient que le contrat de mariage contienne une clause l'autorisant à transmettre le duché à un autre enfant, et limite sa participation à la dot à une somme de 100 000 écus, ridicule par rapport à celle précédemment prévue pour le mariage avec Charles, et que la reine récupèrera si elle survit à sa fille.
Après la mort d'Anne en janvier 1514, Claude devient duchesse mais Louis garde la régence. Le mariage de Claude et François a lieu en mai 1514. Jusqu'au début de mai, Louis négocie un autre mariage,[réf. incomplète] mais se décide le 13 et le mariage a lieu le 18.
François porte immédiatement le titre de duc, en tant que prince consort de la duchesse. Le titre est alors prestigieux comme le montre une anecdote sur l'arrivée de Marie Tudor en France.
En 1514, Alain Bouchart publie les Grandes Chroniques de Bretaigne, parlans de très preux, nobles et très belliqueux roys, ducs, princes, barons et aultres gens nobles, tant de la Grande Bretaigne dicte à présent Angleterre, que de nostre Bretaigne de présent érigée en duché, et aussi depuis la conqueste de Conan de Mériadec, Breton, qui lors estoit appelé le royaulme d'Armorique jusques aux temps et trespas de François, duc de Bretaigne, dernier trespassé, ouvrage commandité par la duchesse, qui s'appuie sur l'ensemble des archives du duché, et présente la position bretonne sur les relations entre le duché et le royaume, réfutant donc avec plus ou moins de bonne foi tous les arguments sur l'antériorité des Francs et la domination des rois des Francs fabriqués par l'adversaire[réf. nécessaire].

### Claude de France et FrançoisIer
Louis XII « délaisse » la régence de la Bretagne à François en octobre 1514 — à la prière des États selon l'acte — en réservant les droits de Renée sur le duché. François ne se rend pas en Bretagne mais s'y fait représenter par son conseiller Antoine Duprat. Il devient roi (François Ier) le 1er janvier suivant.
Dès avril 1515, Claude cède à François devant notaire l'usufruit des « Duchés de Bretaigne et Comtés de Nantes, de Bloys, d'Estampes et de Montfort » contre celui des duchés d'Anjou, Angoumois, et comté du Maine (dont elle ne pourra disposer qu'à la mort de Louise de Savoie qui en dispose déjà) et contre la peine de se charger du mariage de Renée. Le déséquilibre est énorme et l'acte dépouille totalement Claude de ses revenus, ce qui même à la Renaissance n'est pas admis par la coutume.
À peine deux mois plus tard, un second acte, toujours devant un simple notaire, donne à François la pleine propriété des biens mentionnés dans le premier. La contrepartie est cette fois absurde, consistant dans les dépenses occasionnées par les guerres d'Italie, et l'acte prévoit même des dommages et intérêts si Claude ne le respecte pas.
François Ier réduit le Conseil, véritable gouvernement du duché, à un rôle figuratif en lui ôtant toutes ses fonctions régaliennes. Il continue la politique de Charles VIII de noyautage des États par la nomination d'évêques français. En 1519, il confie la chancellerie bretonne à Antoine Duprat, déjà chancelier de France. De son côté la noblesse, très dépendante du roi pour les carrières militaires, les promotions, les pensions, ne cherche pas à résister.
En juillet 1524, Claude meurt en faisant de son fils François son légataire universel. Il ne s'agit que d'un testament qui ne concerne que ses biens propres et n'est donc pas opposable aux autres héritiers de la couronne de Bretagne.

### Le dauphin François
À la mort de Claude de France, François Ier commet l'erreur de désigner unilatéralement le dauphin François comme héritier de la Bretagne. Le 24 septembre 1524, les États lui demandent sèchement de ne plus porter le titre de duc, mais seulement celui de « Père et légitime administrateur de son fils le duc de Bretaigne » et lui indiquent que selon les accords antérieurs (le traité de janvier 1499), le titre de duc revient au cadet Henri et non à l'aîné François.
Les États de Bretagne, réunis à Rennes le 26 novembre 1524, reconnurent François Ier comme « usufruitaire [du] pays et Duché de Bretaigne, père et légitime administrateur de Monseigneur le Daulphin, Duc propriétaire d'icelui Duché », après avoir réclamé en vain pour duc le fils cadet, Henri comme stipulé dans les accords entre Louis XII et Anne de Bretagne de janvier 1499. Toutefois les choses furent définitivement réglées lorsqu'Henri devient duc de Bretagne après le décès de son frère François. Il cumulera, en tant que seul héritier, les titres de dauphin et duc de Bretagne.

## Les édits de 1532

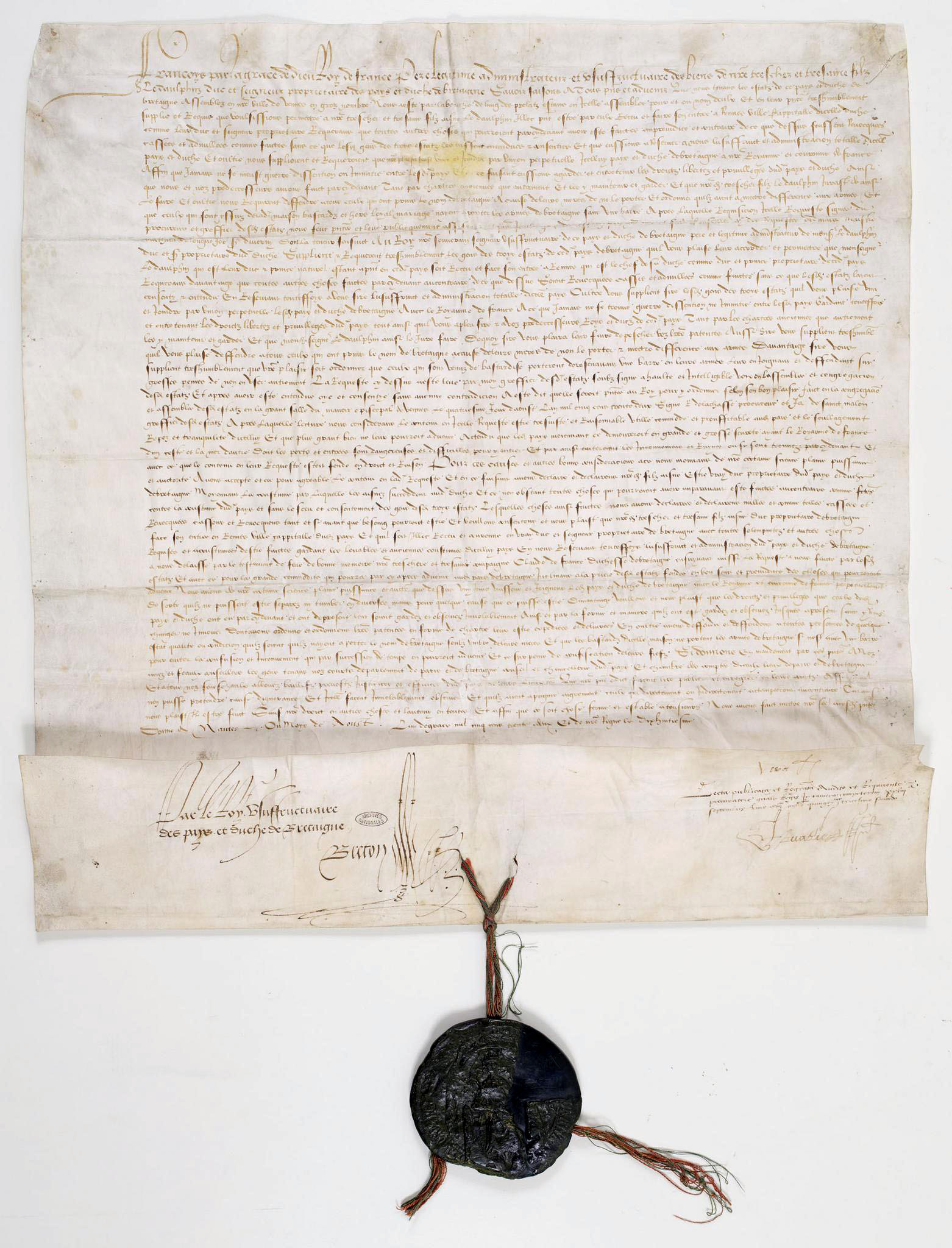
Lettres patentes d’août 1532, Archives nationales, AE-II-587.

Il est d'usage d'utiliser le terme de « traité » , « terme usurpé » (note 11) pour parler des trois actes qui scellent l'union des deux couronnes. Sur le plan de la forme, il s'agit d'édits rendus par François Ier, intitulés en son seul nom, et validés par le sceau de ses armes seul. Le fait que ces édits citent, et dans un cas incluent la requête des États de Bretagne, laisse à penser que sur le fond il s'agit d'un traité ou d'un contrat. Toutefois, Jacques de La Guesle , Procureur du roi, dans ses Remontrances à la Reine régente publiées en 1611(BNF), avoue que « le fondement de cette union expresse […] à grand peine demeure ferme et stable ; car encore qu'elle ait esté à requeste des trois estats du païs, toutes fois cette cause se peut calomnier de force et de dol ». 
Ce « contrat » a été rendu caduc par les décrets du 5 août 1789 (suivant les événements du 4 août 1789), qui sont finalement rédigés le 11 août. Louis XVI n'accorde sa sanction à ces décrets que contraint et forcé le 5 octobre 1789. Ainsi disparaissent les privilèges des ecclésiastiques, des nobles, des corporations, des villes et des provinces réputées étrangères. Toutefois René-Jean de Botherel du Plessis, procureur-général syndic des États de Bretagne affirme dans sa protestation du 13 février 1790 que « ce ne sont pas des privilèges mais les droits du peuple breton que l'on supprime ».

### La lettre de Vannes

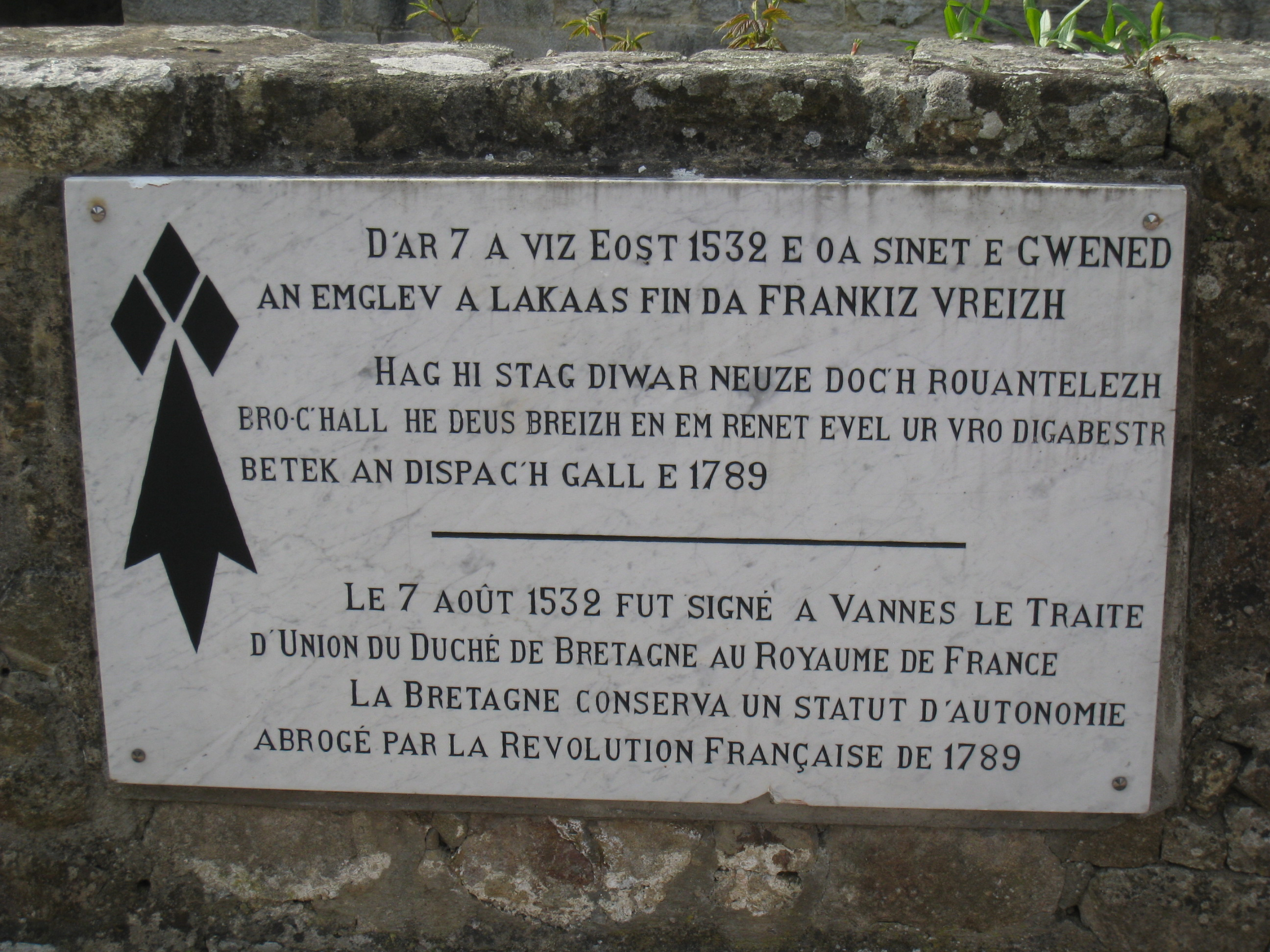
Plaque commémorative de l'Union de la Bretagne à la France apposée devant la porte Calmont à Vannes.Le texte en breton ne dit pas tout à fait la même chose que celui en français :
En français « Le 7 août 1532 fut signé à Vannes le traité d'union du duché de Bretagne au royaume de France. La Bretagne conserva un statut d'autonomie abrogé par la Révolution française de 1789 ». En breton : « Le 7 août 1532 fut signé à Vannes le traité qui mit fin à la liberté de la Bretagne. Bien qu'étant rattachée au royaume de France, la Bretagne continua de se gouverner comme un pays indépendant jusqu'à la Révolution française de 1789 ».

Pourtant, au début de 1532, rien ne semblait prévoir l'union de la Bretagne à la France. C'est alors que le président du parlement Louis des Déserts propose au chancelier Duprat la solution que ce soient les États qui sollicitent l'union. Selon Bertrand d'Argentré, dom Lobineau, dom Morice, et de nombreux historiens modernes (dont Jean-Pierre Leguay) qui se sont penchés sur la question, des pressions ont été exercées sur certains membres des États de Bretagne, tandis que d'autres ont bénéficié de dons et de pensions, la demande d'union étant en réalité inspirée par François Ier.
Quoi qu'il en soit, le 4 août 1532, les États de Bretagne, convoqués par François Ier à Vannes, adressent au monarque une supplique pour « unir et joindre par union perpétuelle iceluy pays et duché de Bretagne au royaume, le suppliant de garder et entretenir les droits, libertés et privilèges dudit pays et duché ». Cette requête, présentée au roi dans la grande salle du palais épiscopal de la Motte, est acceptée par une lettre donnée à « Vennes » [sic] le 4 août 1532 :
- il s'y nomme « père et légitime administrateur et usufruitier des biens de notre très cher et très aimé fils » et celui-ci « Duc et propriétaire des pays et Duché de Bretagne », contrairement aux clauses du traité de 1499 (2e lettre du 19 janvier) ;
- il rappelle la demande des États :
  - d'unir perpétuellement la Bretagne à la couronne de France ;
  - de conserver les « privilèges, franchises, libertés et exemptions anciennement octroyées et accordés par les Ducs de Bretagne nos prédécesseurs » ;
- il confirme « perpétuellement », en tant que Roi et Duc, ces privilèges (cependant il ne peut être duc de Bretagne car cela contrevient aux clauses du traité de 1499, de plus, il ne peut être fait de legs de femme bretonne à mari selon les coutumes de Bretagne[19]) ;
- sous réserve des modifications que pourraient demander ultérieurement les États.

Les débats ont été houleux, les opposants ont fait valoir que « les privilèges seroient bien-tôt méprisés, les peuples vexés, la Noblesse attirée hors de la province, et les bénéfices conférés à des étrangers », mais pour les partisans d'une union, le Roi de France n'hésitera pas à obtenir par la force ce qu'on ne veut pas lui accorder, comme les guerres du siècle précédent l'ont amplement prouvé, et il vaut mieux dès lors solliciter une union en imposant ses conditions, que s'en voir imposer une sans conditions. Face aux protestations de certains membres du Parlement de Bretagne, qui souhaitaient un vote, et face à la vindicte de certains parlementaires, François Ier s'échappe du Parlement en direction d'Angers. Malgré ces quelques tumultes, François Ier a atteint son objectif : le 7 août 1532, l'union de la Bretagne à la France est scellée.
L'historien américain Eugen Weber confirme les craintes des opposants : « Après l’union forcée avec la France, les villes bretonnes furent envahies par des Français qui écrasèrent ou même remplacèrent les commerçants locaux, francisèrent les gens qu’ils employaient ou touchaient d’une autre façon. Les ports du roi comme Lorient ou Brest, étaient des villes de garnison en territoire étranger et le terme de colonie était fréquemment employé pour les décrire ».

### L'édit de Nantes de 1532
La lettre de Vannes est confirmée par un édit promulgué à Nantes le 13 août 1532, enregistré au Parlement de Bretagne le 21 septembre suivant :
- il rappelle la demande orale des États de permettre au Dauphin d'être couronné duc à Rennes :
  - en révoquant les textes antérieurs qui s'y opposent (c'est-à-dire le contrat de mariage d'Anne et Louis) ;
  - et en accordant l'usufruit et l'administration au roi ;
- celle d'unir perpétuellement la Bretagne à la couronne de France :
  - pour éviter les guerres entre les deux pays ;
  - et en respectant « les droits, libertés et privilèges dudit pays et Duché » ;
- et celle enfin d'interdire l'usage du nom et des armes de Bretagne aux autres prétendants ;
- il reprend le texte de la requête écrite qui est dans les mêmes termes que la réquisition orale ;
  - et ajoute que les droits, libertés et privilèges devront être confirmés par une charte ;
- il déclare sa volonté de nouveau dans les mêmes termes ;
  - en précisant que l'usufruit et l'administration du duché lui ont été donnés par le testament de Claude de France (cependant, il ne peut être fait de legs de femme bretonne à mari selon les coutumes de Bretagne[19]).

Le dauphin François, fut couronné à Rennes sous le nom de François III, dès le lendemain, 14 août 1532. Il ne régna pas, François Ier conservant l'usufruit et l'administration du duché. Il mourut quatre ans plus tard, son frère Henri fut alors considéré comme duc et nommé ainsi en Bretagne, mais ne se fit jamais couronner, non plus que ses successeurs.

### L'édit du Plessis-Macé
L'édit d'union est confirmé et précisé par l'édit du Plessis-Macé (21 septembre 1532), qui garantit les droits, libertés et privilèges de la Bretagne, texte annoncé dans l'édit d'union, et rendu nécessaire par la révocation qui est faite dans ce dernier d'anciennes dispositions du traité de 1499 :
- les impôts doivent être octroyés par les États ;
- la taxe sur les boissons ou « billots » ne pourra être affectée qu'aux fortifications dudit pays ;
- la justice doit être « entretenuë en la forme et manière accoustumée » :
  - maintien des « Parlement, Conseil, Chancellerie, Chambre des Comptes, assemblée des Estats les barres et juridictions ordinaires » ;
  - les Bretons doivent être jugés en Bretagne, hormis en appel ;
- respect de l'indult de Bretagne, selon lequel les bénéfices ecclésiastiques ne peuvent être donnés qu'à des Bretons ou des proches du prince ;
- confirmation de « tous les autres privilèges dont ils ont chartres anciennes et jouissance immémoriale » ;
- l'édit est « chose ferme et stable à tousjours », c'est-à-dire perpétuel.

L'avant dernière clause amène les États, en 1534, à « faire ung livre et dyal » pour enregistrer les chartes anciennes de Bretagne, et à les faire valider en 1579 par Henri II.

## Les prolongements

### La plainte de Renée de France
En 1570, après son retour en France, Renée de France, fille d'Anne de Bretagne, poursuit en justice son petit-neveu Charles IX, considérant avoir été dépossédée de son héritage. Il est vrai que sa dot pour le mariage avec Hercule II d'Este, comprenant l'héritage de ses parents, était ridicule comparé au dit héritage estimé à « un million d'or […], avec bagues et autres meubles de très grande valeur », et au fait que la dot prévue dans le contrat antérieur avec Charles Quint en 1515 se montait à 600 000 écus plus le duché de Milan.
Elle soutient en particulier la thèse que selon le contrat de mariage de ses parents elle est la légitime héritière du duché, sa sœur ayant perdu ce droit en devenant reine de France ; Claude, fille ainée n'aurait jamais dû être duchesse de Bretagne. Elle s'appuie pour cela sur la 2e clause du traité du 7 janvier 1499 : « Nom de la principauté […] a été accordé que le second enfant mâle ou fille au défaut de mâle, venant de leur dit mariage, et aussi ceux […] demeureront Princes dudit Pays, pour en jouir et en user comme de coutume des Ducs […] idem pour leur descendance, seul le deuxième enfant mâle ou fille peut accéder à la couronne Ducale de générations en générations sans qu'aucuns rois ni successeurs puissent y quereller ».
En fait il n'y a aucune trace de protestations en Bretagne contre le mariage de Claude ou ses conséquences, et plusieurs actes officiels du duché mentionnent bien Claude comme duchesse de Bretagne. Renée est déboutée.

### La Ligue
En décembre 1583, Bertrand d'Argentré publie une Histoire de Bretagne de plus de 1 000 pages commanditée par les États de Bretagne. Si la plus grande part de l'œuvre est maintenant considérée comme relevant de la mythologie — mais reste intéressante par l'opposition radicale de celle-ci à celle de ses homologues français : il s'agissait avant tout de réfuter la théorie de l'antériorité des Francs et de l'autorité des rois des Francs —, la partie qui concerne le traité d'Union est à prendre au sérieux, parce que Bertrand d'Argentré est le fils de Pierre d'Argentré « conseiller du roy [François Ier] et son sénéschal à Rennes », dont il a été le successeur, dont il fait de grands éloges, mais qui a été impliqué dans les manœuvres qu'il dévoile, et parce que, notable résidant à Rennes, il avait tout à perdre à dénoncer la corruption de ses pairs et voisins.
D'ailleurs l'ouvrage est saisi sur les presses sur l'ordre du procureur général Jacques de La Guesle sous l'accusation d'être un « faciendaire » du duc de Mercœur, ligueur. Cela était d'ailleurs probable ; la femme de Mercœur, Marie de Luxembourg, descendait des anciens ducs de Bretagne, et aurait probablement rétabli un duché souverain si les circonstances avaient été propices. Mais la ligue fut vaincue. De Guesle avoue que « le fondement de cette union expresse […] à grand peine demeure ferme et stable ; car encore qu'elle ait esté à requeste des trois estats du païs, toutes fois cette cause se peut calomnier de force et de dol », ce qui équivaut à nullité en droit.

### Les relations entre les rois et la Bretagne
Les conflits furent constants, mais le système fonctionna assez bien. Les États et le Parlement luttèrent avec acharnement pour maintenir les privilèges de la Province ; ils devinrent l'incarnation des franchises auxquelles ils avaient droit. Pour se faire une idée des chiffres, en 1772, la Bretagne rapporte environ 12 millions de livres au roi de France.
Au cours des années, les États prirent soin de rappeler périodiquement les privilèges de la Bretagne : les impôts exigés par les rois étaient systématiquement refusés et un « don gratuit » du montant correspondant était fait. Dans le contrat avec le commissaire du roi qui établissait ce « don », deux clauses étaient systématiquement insérées, précisant que le commissaire respecterait les droits, franchises et libertés de la province, et qu'aucun « édits, commissions, déclarations et arrêts et lettres-patentes et brevets » émis dans le Royaume ne serait valide en Bretagne sans le consentement des États.
À partir du XVIIe siècle, les rois promulguent régulièrement des édits délibérément contraires aux privilèges de la province. Les États protestent puis finissent par acheter leur révocation contre espèces sonnantes et trébuchantes. En 1675, la Bretagne se soulève, Louis XIV ayant rétabli des édits déjà rachetés par les États. La répression est terrible. La Bretagne n'osera plus protester contre les empiètements du roi.
En 1707 puis en 1740, les États commandent à Guy Alexis Lobineau puis à Pierre-Hyacinthe Morice de Beaubois des Histoires de Bretagne pour lesquelles la dépense totale avoisina 100 000 livres, une somme considérable pour une telle entreprise, même pour une province aussi riche. Ce qui peut s'expliquer parce que c'est la seule façon qui reste aux Bretons pour affirmer leur identité. Les événements sujets à polémiques chez leurs prédécesseurs sont présentés de manière factuelle, très lisse, sans commentaires ni mise en perspective.

### Conspiration de Pontcallec
En 1717, le maréchal de Montesquiou, gouverneur de Bretagne, décide de lever par la force des impôts refusés par les États. Exaspérée, la petite noblesse rêve d'une République aristocratique. Un « Acte d’union pour la défense des libertés de la Bretagne » reçoit 300 signatures, inaugurant l'argument selon lequel la France ayant rompu ses engagements l'Union est caduque, et l’Association patriotique bretonne regroupe rapidement entre 700 et 800 membres. Une tentative de soulèvement est organisée mais échoue.

### La Révolution française
La noblesse et le haut clergé ayant refusé d'élire des députés au nom de la défense des droits de la province, le tiers état et le bas clergé élisent leurs députés au suffrage indirect, comme prévu par l'ordonnance royale : sur les 88 sièges attribués à la Bretagne aux États Généraux, seuls 66 (44 pour le tiers-état et 22 pour le clergé) sont pourvus.
La nuit du 4 août 1789 fut préparée au Club breton. L'Assemblée constituante, présidée par le député de Rennes, Isaac Le Chapelier, et emportée par un discours enflammé du député de Lesneven, Le Guen de Kerangall, abolit les privilèges d'ordre. Les députés du Dauphiné proposent d'y ajouter les privilèges des provinces. Les députés de Bretagne sont alors les plus réticents, la plupart des cahiers de doléances les mandatant pour défendre « les droits, franchises et immunités de la province »,, les députés du tiers finissent par se rallier à l'enthousiasme général, réservant la confirmation des États.
Finalement, la Révolution de 1789 a aboli tous les privilèges, toutes les organisations territoriales ou spécifiques de l'Ancien Régime, et toutes leurs procédures particulières, expressément.
Quand la chambre des vacations du Parlement de Bretagne doit enregistrer la nouvelle organisation territoriale de la France, ses membres refusent. Son président, Jean-Baptiste Le Vicomte de la Houssaye, est convoqué devant l'assemblée. Il explique qu'il lui est interdit d'enregistrer des lois qui n'ont pas été approuvées par les États de Bretagne. Plusieurs députés dont le vicomte de Mirabeau, député de Limoges, prennent la défense des Bretons. L'abbé Maury, député de Péronne, élève le débat sur le plan politique dans une longue intervention et conclut que « la Bretagne est libre, nous n'avons aucun droit sur cette province, si nous ne voulons pas remplir fidèlement les conditions du traité qui la réunit à la couronne. » C'est à cette occasion que le comte de Mirabeau, député d'Aix-en-Provence et président de l'assemblée, clôt la discussion de quelques mots méprisants et menaçants qu'il couronne du célèbre « Êtes-vous Bretons ? Les Français commandent ! », confirmant le bien-fondé des craintes des Bretons. Tous les membres de la chambre des vacations sont révoqués, de nouveaux membres sont nommés, qui démissionnent en bloc.

La réunion des États ayant été interdite ceux-ci n'ont pu s'exprimer officiellement mais leur procureur général syndic, le comte de Botherel, publiera des Protestations, adressées au roi et « au public, à l'Europe entière », dans lesquelles il déclare notamment qu'« en transférant au Roi le domaine de notre province, ils ne lui ont cédé que les droits dont jouissaient nos ducs d'après les constitutions de la Bretagne ; nos pairs ont expressément réservé le droit de s'administrer eux-mêmes ». Il ajoute à la fin de sa publication : 

« En un mot nous protestons contre tous actes et décrets qui pourraient être préjudiciables ou attentatoires aux droits, franchises et libertés de la Bretagne, et nous déclarons formellement nous y opposer. Nous adressons cette protestation au Roi, gardien de nos libertés, qu'il a lui-même juré de maintenir ; et n'existant plus en Bretagne de tribunal légal, nous la confions au public, à l'Europe entière, et prions les bons citoyens qui l'auront reçue de la conserver et promulguer. »

— Au Plessix-Botherel, le 13 février 1790, René-Jean De Botherel du Plessix (Procureur Général, syndic des États de Bretagne).

### Perception contemporaine
Pour un certain nombre d'auteurs modernes (Michel de Mauny, Yann Brekilien, Gérard Toublanc) l'acte d'Union est une question d'actualité. Selon eux, en admettant que ces actes soient réguliers, la Bretagne n'a jamais été rattachée à la France. La nature de l'acte d'union est aussi l'objet de débat chez les juristes. Le juriste Marcel Planiol évoque un contrat d'union. Enfin, certains membres de l'Emsav considèrent l'acte d'Union comme un traité entre deux puissance souveraines, et font valoir sa validité dans le droit international moderne.
Ces arguments ont déjà été invoqués dans des procès récents :
- au procès du FLB en 1972, puis lors d'autres procès de militants bretons, le droit des Bretons d'être jugés en Bretagne est plusieurs fois mentionné, sans effet[35] ;
- en 1971 et 1972, une juriste et militante bretonne, Marie Kerhuel, se laisse poursuivre par le fisc pour un retard de paiement. Elle base sa défense sur le fait que le Code des Impôts n'a pas été accepté par les États de Bretagne. L'affaire monte jusqu'au Conseil d'État qui confirme le jugement[36] ;
- en 1983, l'Association Fédération Bretagne-Europe adresse une requête au ministre de l'Intérieur demandant sur la base du traité de 1532 que les élections régionales se déroulent pour une circonscription comprenant les cinq départements bretons. L'affaire monte également jusqu'au Conseil d'État qui confirme le refus[37].

Ces arguments se heurtent toutefois au droit à la suite de l'abolition des privilèges féodaux, dont l'égalité de tous devant la loi et l'impôt, votée par l'Assemblée nationale le 4 août 1789 à l'initiative essentielle du Club breton réunissant des députés de la province de Bretagne.

## Comparaison avec d'autres États
Dans le livre L'Union de la Bretagne à la France, Dominique Le Page et Michel Nassiet insistent sur les différences existant à l'époque entre la Bretagne, le Portugal, les Pays-Bas du Nord. Les deux derniers choisissent la voie de la rébellion contre le pouvoir central, la Bretagne n'ayant ni les atouts du Portugal (les alizés, les grandes découvertes) ni la force de conviction des Provinces-Unies des Pays-Bas (persécution du protestantisme par l'Espagne).
Au niveau européen, la Bretagne est pourtant considérée à cette époque comme un duché puissant, doté d'une importante flotte. C'est l'un des principaux pays commerçant avec les Provinces-Unies. C'est au XVe siècle que l'essor du commerce débuta, et malgré une période de stagnation et de pression fiscale sous François II, son développement reprit après la guerre folle pour atteindre l'apogée avec le premier empire colonial français avec le commerce vers l'Amérique du Nord et la Compagnie des Indes.